# Wiatrak w Lwówku Śląskim (Płakowicach)
Wiatrak w Lwówku Śląskim (Płakowicach) (do 1905 r. niem. Historische Windmühle) – drewniany wiatrak kozłowy wybudowany w XVIII wieku w Lwówku Śląskim (Płakowicach). Istniał do 1905 roku.

## Położenie
Wiatrak był położony w Płakowicach – dzielnicy Lwówka Śląskiego; w Polsce, w województwie dolnośląskim, w powiecie lwóweckim, w gminie Lwówek Śląski. Obecnie, w pobliżu dawnej lokalizacji wiatraka, przebiega ulica Piękna. Przed zniszczeniem, wiatrak leżał w granicach przysiółka Płakowic o nazwie Saubernhäuser.

## Opis
Wiatrak w Płakowicach w całości wykonany był z drewna. Był to koźlak ze śmigłem zwróconym cały czas w jednym kierunku. Obecnie gmina i miasto Lwówek Śląski nie planuje zrekonstruowania tej budowli w pierwotnym lub innym miejscu.

## Historia
Na przedpolach wiatraka, w 1813 roku, miały miejsce dwie bitwy nad Bobrem z udziałem wojsk napoleońskich i prusko-rosyjskich.
W XX wieku, w płakowickim wiatraku, miało miejsce brutalne morderstwo. 10 czerwca 1905 roku August Sternickel zamordował młynarza z Płakowic, po czym około godziny 22:30 podpalił dom młynarza, by zatrzeć ślady zbrodni. Porywisty wiatr rozprzestrzenił ogień na pobliski wiatrak, który doszczętnie spłonął, nie będąc już nigdy odbudowanym.
Obecnie w miejscu dawnego wiatraka znajduje się ulica Piękna i osiedle domów jednorodzinnych.

### Zdjęcia
- http://lwowek_slaski.fotopolska.eu/Gora_Skala_299_m n.p.m._Wiatrak
- https://dolny-slask.org.pl/541100,Lwowek_Slaski,Zabytkowy_wiatrak_dawny.html